# ورخنی دژنگوتای
ورخنی دژنگوتای (به لاتین: Verkhny Dzhengutay) یک منطقهٔ مسکونی در روسیه است که در داغستان واقع شده‌است.